# تاكو أوشيينوهام
تاكو أوشيينوهام (باليابانية: 牛之濵 拓) (14 يوليو 1992 في كاغوشيما في اليابان – )؛ هو لاعب كرة قدم ياباني سابق كان يلعب كلاعب وسط.

## وصلات خارجية
- تاكو أوشيينوهام على موقع رابطة كرة القدم اليابانية للمحترفين (اليابانية)
- تاكو أوشيينوهام على موقع قاعدة بيانات كرة القدم.إي يو (الإنجليزية)
- تاكو أوشيينوهام على موقع Soccerway.com (الإنجليزية)
- تاكو أوشيينوهام على موقع عالم كرة القدم.نت (الإنجليزية)
- تاكو أوشيينوهام على موقع كووورة